# Finitrice stradale

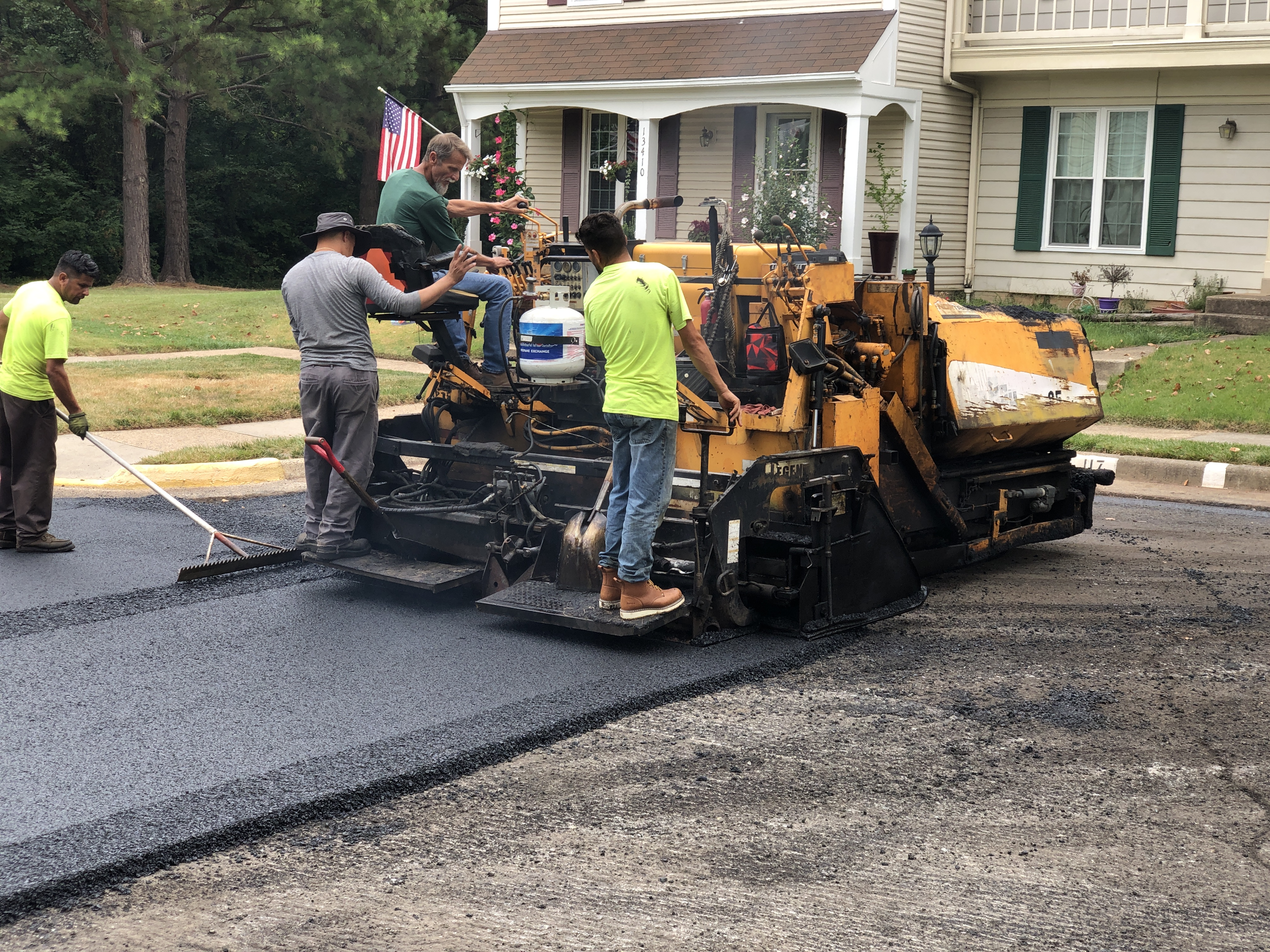
Finitrice stradale al lavoro

Una finitrice stradale (o vibrofinitrice stradale o asfaltatrice) è una macchina, cingolata o su gomme, utilizzata per la posa di conglomerato bituminoso (detto impropriamente "asfalto") o cemento Portland su strade, ponti, parcheggi e altri luoghi simili. La finitrice distende il materiale in piano e svolge una sua prima compattazione, tipicamente seguita dalla compattazione finale da parte di un rullo compressore.

## Storia
La prima asfaltatrice è stata sviluppata dalla Chuck Burris Co., che originariamente produceva sistemi per la movimentazione dei materiali. Nel 1929 il Chicago Testing Laboratory li contattò per utilizzare i loro caricatori di materiale per costruire strade asfaltate.
Burris depositò un brevetto per una "macchina e processo di posa di strade" il 10 aprile 1936 e ricevette il brevetto USA 2.138.828 il 6 dicembre 1938. Da allora, le caratteristiche principali della finitrice sviluppata dalla Chuck Burris Co. sono state incorporate nella maggior parte delle finitrici, sebbene siano stati apportati miglioramenti al controllo della macchina.

## Funzionamento

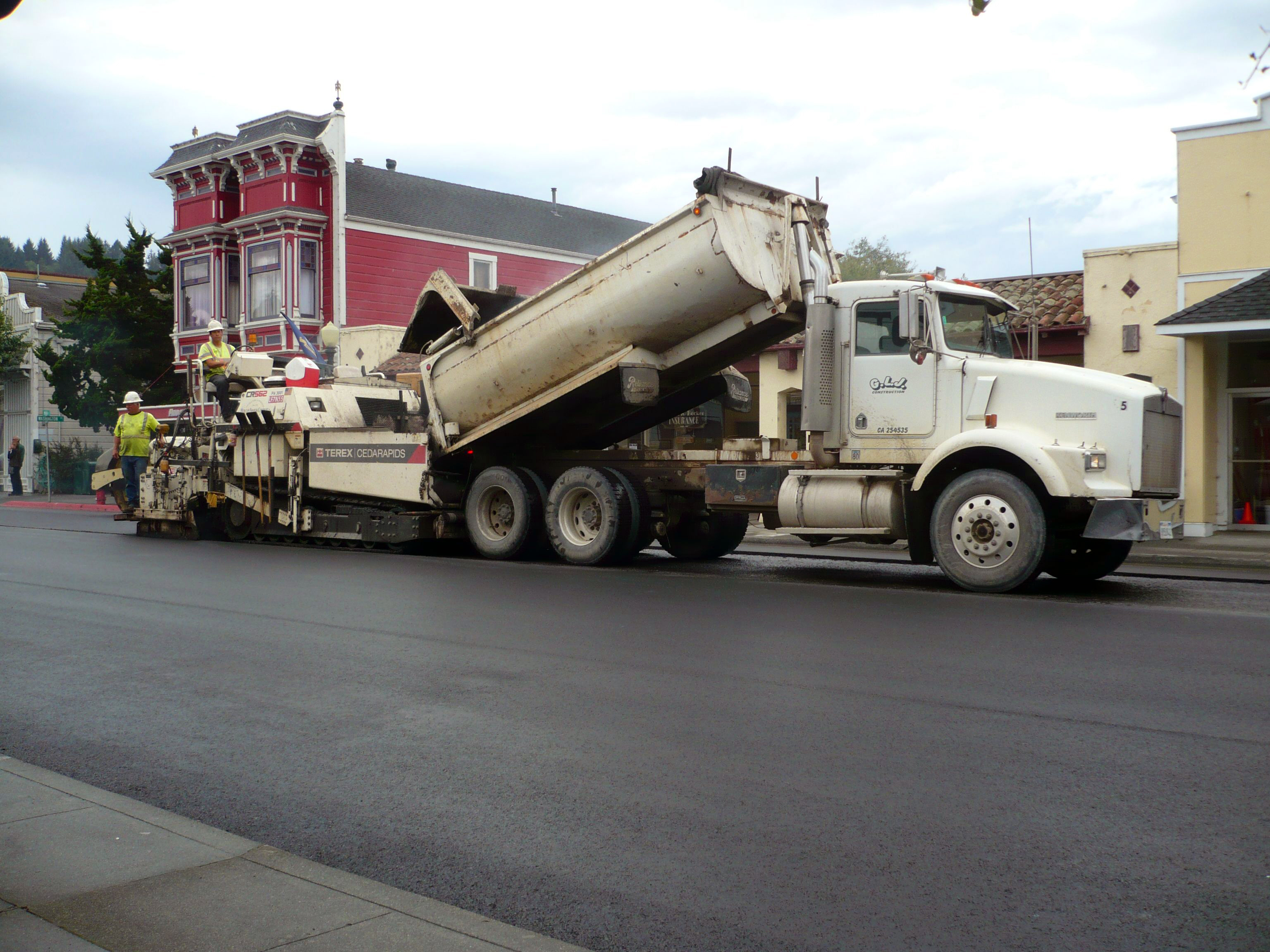
Caricamento di una finitrice con il conglomerato bituminoso attraverso un autocarro con cassone ribaltabile.

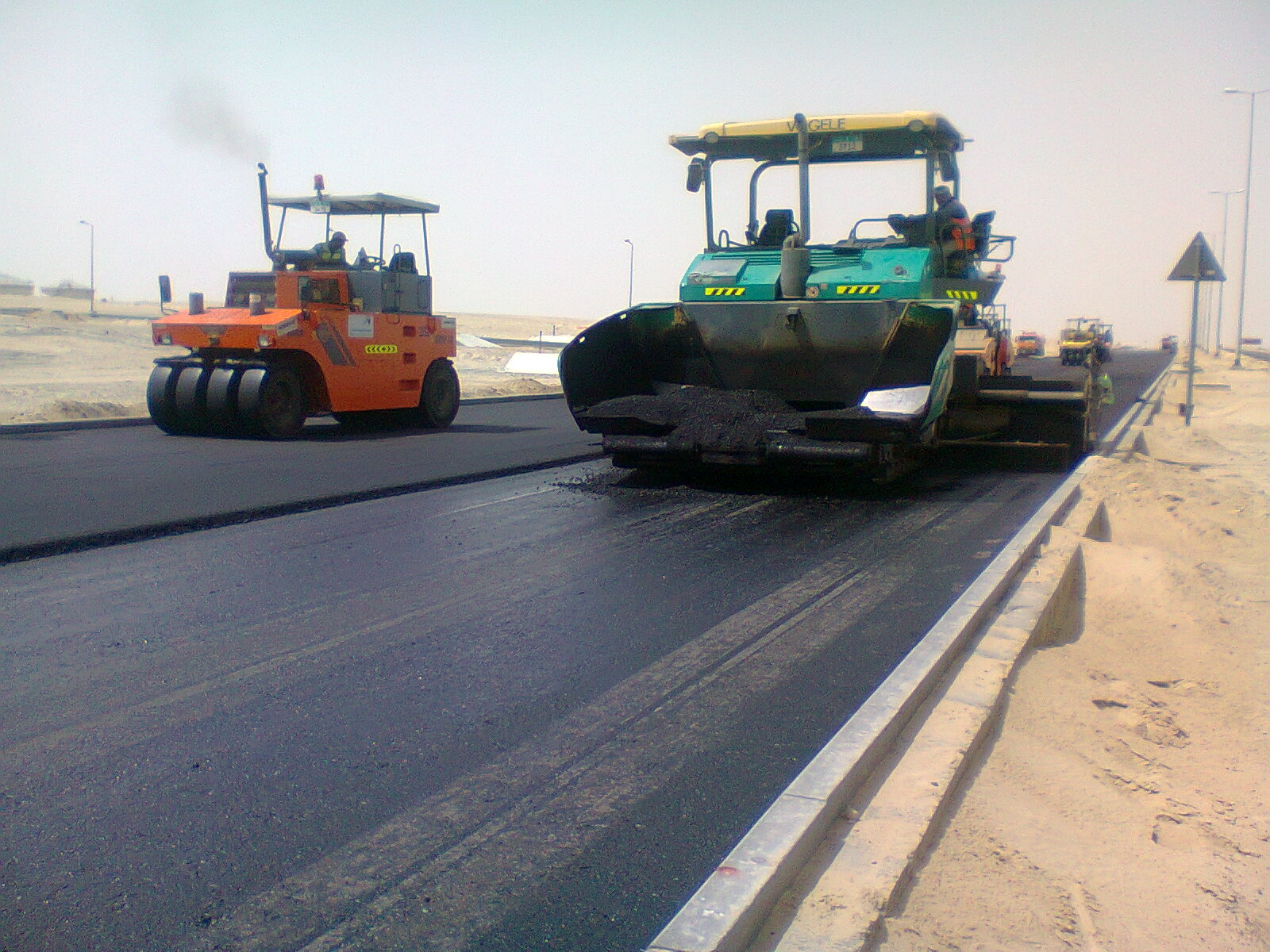
Finitrice stradale (a destra) e rullo compressore (a sinistra) durante le operazioni di stesura del manto stradale

Il conglomerato bituminoso, che per essere steso deve avere una temperatura di almeno 120 °C (o 140 °C in caso di bitumi modificati), viene caricato nella tramoggia della finitrice (posizionata nella sua parte anteriore) generalmente da un autocarro con cassone ribaltabile, che si avvicina a marcia indietro.
Dalla tramoggia il materiale è quindi trasportato automaticamente a delle coclee, e quindi è sparso sulla larghezza della strada, compattandolo. La stesura del materiale sul manto stradale è resa più uniforme tramite una piastra vibrante riscaldata, posizionata sul lato posteriore della finitrice.
Per il lavoro di rifinitura vicino ai tombini e ai bordi delle strade, dove la finitrice non può arrivare, è necessario invece il lavoro manuale da parte di operatori con pale, rastrelli e apposite macchine controllate a mano, chiamate "piastre vibranti".

## Normativa
Nella Comunità Europea le vibrofinitrici sono soggette a restrizioni sulle emissioni di rumore attraverso la Direttiva 2000/14/CE del Parlamento europeo e del Consiglio dell'8 maggio 2000 sul ravvicinamento delle legislazioni degli Stati membri concernenti l'emissione acustica ambientale delle macchine ed attrezzature destinate a funzionare all'aperto.